# Nat Adderley
Nathaniel (Nat) Adderley (Tampa, 25 november 1931 - Lakeland, 2 januari 2000) was een Amerikaans jazzmusicus. Hij bespeelde de kornet en trompet. Hij was een broer van saxofonist Cannonball Adderley, met wie hij het Cannonball Adderley Quintet oprichtte. Na zijn muzikale carrière doceerde hij van 1990 tot 2000 aan het Florida Southern College.